# SC 인테르나시오나우
스포르트 클루브 인테르나시오나우(포르투갈어: Sport Club Internacional)는 브라질의 축구 클럽으로, 히우그란지두술주의 포르투알레그리를 연고로 한다. 2018년 현재 브라질 전국리그 최상위인 캄페오나투 브라질레이루 세리이 A와 히우그란지두술 주의 주리그인 캄페오나투 가우슈에 참가하고 있다. 이 팀은 1909년에 창단되었다.
이 팀의 유니폼은 빨간색 셔츠와 흰색의 짧은 양말이며 처음 주어진 별명은 O Colorado(빨강)이다. 인테르나시오나우는 전통적으로 같은 지역의 다른 클럽인 그레미우와 경쟁 관계에 있으며 그레미우와의 더비는 그레나우로 알려져 있다.
이 팀의 홈 경기장은 "Giant from the River Bank" 또는 "베이라-히우"로 알려져 있으며, 구아이바 강의 둑 위에 위치한다. 총 51,300명을 수용할 수 있는 규모로, 실제로 브라질의 남부 지방에서 가장 큰 규모의 축구 경기장이다.
이 클럽이 최고의 절정기를 누린 것은 2006년으로, 이 해는 인테르나시오나우가 일본 가나가와현 요코하마에서 열린 2006년 FIFA 클럽 월드컵에서 FC 바르셀로나를 꺾고 우승을 차지한 해였다.

## 역사

### 초창기: 1900~30년대

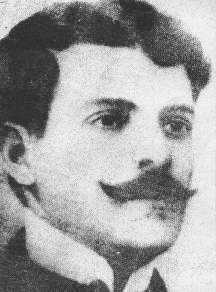
SC 인테르나시오나우 창립 멤버 중 한 명인 엔히키 포페

브라질의 이탈리아계 후손인 엔히키 포페, 조제 포페 그리고 루이스 포페는 SC 인테르나시오나우의 주요 창립 멤버들이다. 포페 형제들은 1901년 상파울루주 포르투알레그리로 이사한 이후, 축구를 할 수 있는 구단을 찾고 있었다. 당시 포르투알레그리에는 푸스바우 포르투알레그렌시와 그레미우 포르투알레그렌시 단 두 팀만이 존재하고 있었으며, 두 팀 모두 독일계 브라질인들만을 위한 축구단이었다. 1909년 4월 4일 포페 형제들은 지역의 학생들을 모아 141 헤덴상 거리(현재 1025 주앙페소아 거리)에서 새로운 축구단 창단에 대해 논의를 가졌다. 이 후 새로운 구단의 창단이 확정되었으며, 40여 명의 사람들이 새로운 구단의 명칭에 대해 투표를 가졌다. 구단명은 당시 상파울루주에 있던 SC 인테르나시오나우와 자신들의 고향의 축구단인 FC 인테르나치오날레 밀라노의 이름을 본 따 스포르트 클루브 인테르나시오나우라는 이름으로 정해졌다. 당시 축구단들은 유럽계 자손들에 의해 창단된 경우가 많았으며, 명칭 또한 자신들의 혈통을 상징하는 것으로 지은 경우가 많았다. 예를 들어 이탈리아계의 팔레스트라 이탈리아 (현재 SE 파우메이라스), 포르투갈계의 바스쿠 다 가마가 그러하였다. 그러나 SC 인테르나시오나우는 그들의 구단명에서 드러나듯, 국적과 혈통의 상관 없이 모두를 위한 축구단이 되고자 하는 염원을 담았다.
1926년 SC 인테르나시오나우는 흑인 축구 선수들의 입단을 허용하기 시작하였으며, 이는 1952년에 제재를 해제한 라이벌 그레미우보다 26년 빠른 선택이었다. 인종을 가리지 않고, 누구나 순수한 실력을 발휘할 수 있는 구단으로 성장하였으며, 이로 인해 구단은 민중의 구단이라는 별칭을 얻었다.

### 홀루 콤프레소르 (Rolo Compressor): 1940년대
1940년대는 SC 인테르나시오나우에게 뜻깊은 시기였다. 1939년부터 1948년까지 막강한 공격력을 자랑하던 팀으로, 포르투갈어로 "증기기관차"라는 뜻을 가진 Rolo Compressor (홀루 콤프레소르)라는 별칭을 가지게 되기도 하였다. 구단은 이 시기동안 히우그란지두술 주 리그에서 여덟 차례 우승을 차지하였다. 당시 구단의 대표적인 선수들로는 아우페우, 테수리냐, 아비가이우, 카를리투스, 아당지뉴 등이 있었다.

### 구단의 성장: 1950~60년대
1940년대 이후, SC 인테르나시오나우는 눈부신 성장을 시작하였다. 1950년 FIFA 월드컵 개최를 위해 그들의 홈 경기장인 이스타지우 두스 이우칼립투스가 새롭게 단장하였으며, 월드컵에서 두 경기를 치렀다. 선수단 보강도 꾸준히 이어나갔는데, 1956년 멕시코에서 열린 범아메리카 축구 선수권 대회에 참가한 브라질 대표팀 선수들을 선발하였다. 1956년에는 브라질 대표팀에 8명의 인테르나시오나우 선수가 선발된 적도 있었다.
1960년대에 들어서면서 기존 홈구장인 이우칼립투스 경기장은 늘어나는 팬들을 수용하기에는 작아지기 시작하였다. 이 후 구단의 팬들이 새로운 경기장을 짓기 위한 자금 및 물품들을 후원하기 시작하였고, 1969년 4월 6일 이스타지우 베이라히우가 탄생하게 되었다. 베이라히우(포르투갈어: Beira-Rio)는 강기슭을 뜻하는 포르투갈어이다.

### 전국 리그의 등장: 1970년대
1970년대 SC 인테르나시오나우는 히우그란지두술주의 가장 성공적인 구단으로 자리매김하였다. 팬들이 가장 환희를 느낀 순간은 1975년 캄페오나투 브라질레이루 세리이 A에서 크루제이루 EC를 1-0으로 꺾고 구단 역사상 처음으로 전국 대회 우승을 차지했을 무렵이었다. 1976년 인테르나시오나우는 전국 리그 결승전에서 SC 코린치앙스 파울리스타를 2-0으로 꺾고, 2년 연속 전국 리그 타이틀을 거머쥐었다. 해당 시즌에 인테르나시오나우는 총 23경기 중 19승 1무 3패를 기록하였다. 1979년 CR 바스쿠 다 가마를 2-1로 꺾고, 전국 리그 세번째 트로피를 들어올렸다. 해당 시즌에는 16승을 기록하는 동시에, 무패를 기록하였다.

### 세계로 뻗어가는 인테르나시오나우: 1980~90년대
1980년대 SC 인테르나시오나우에는 파우캉, 이지바우두, 바치스타 등 기라성 같은 스타들이 등장하였다. 이 들의 활약을 바탕으로 인테르나시오나우는 1980년 코파 리베르타도레스에서 좋은 활약을 시작하였다. 이 대회의 조별 예선에서 인테르나시오나우는 브라질의 CR 바스쿠 다 가마와 베네수엘라의 데포르티보 타치라, 데포르티보 갈리시아와 한 조에 묶였고, 4승 1무 1패를 기록하였다. 이 후 준결승에서는 아르헨티나의 벨레스 사르스피엘드와 콜롬비아의 아메리카 데 칼리와 한 조가 되었고, 2승 2무 무패로 다음 라운드에 진출하였다. 결승전에서는 우루과이의 클루브 나시오날과 맞닥뜨렸다. 1차전 홈 경기에선 0-0 무승부를 거두었으며, 2차전 원정 경기에서 1-0으로 나시오날에게 패배하면서 준우승에 머물렀다. 비록 구단 역사상 가장 중요한 대회 트로피를 눈앞에서 놓쳤으나, 1981년부터 캄페오나투 가우슈에서 4년 연속 우승을 차지하며 팬들은 위안을 삼았다.
1984년 브라질 축구 국가대표팀에서 인테르나시오나우 출신 선수들이 또 한번 장악을 하기 시작하였다. 로스앤젤레스에 참가한 브라질 대표팀의 선발 명단 11명이 전부 인테르나시오나우의 선수들로 구성되었으며, 이 팀은 브라질 대표팀을 뜻하는 "셀레상"과 인테르나시오나우를 결합하여 셀레인테르라고 불리기도 하였다.
1987년 인테르나시오나우는 또다시 캄페오나투 브라질레이루 세리이 A의 정상을 노렸으나, 결승전에서 CR 플라멩구에게 패배하며 준우승에 머물렀다. 이듬해인 1988년 인테르나시오나우는 또다시 브라질 전국 리그 재패를 꿈꾸었으며, 준결승에서 구단의 최대 라이벌 그레미우를 꺾으면서 꿈을 이루는 듯 하였다. 그러나 결승전에서 EC 바이아에게 종합 2-1 패배를 당하며, 2년 연속 준우승에 머무르고 말았다. 그러나 코파 리베르타도레스 1989 시즌 8강에서 다시 바이아를 만났고, 종합 1-0 승리를 거두며 복수에 성공하였다. 해당 시즌 코파 리베르타도레스에선 파라과이의 클루브 올림피아에 의해 4강에서 탈락하였다.
1992년 인테르나시오나우는 코파 두 브라질 결승전에서 플루미넨시 FC를 꺾고 대회 네번째 우승을 차지하였다.

### 영광의 시대: 2000년대
새천년에 들어선 이후 페르난두 카르발류 회장은 유소년 선수를 활용하면서 구단의 리빌딩에 힘을 쓰기 시작하였다. 또한 이 시기에 구단은 새로운 시대를 맞이하여, 구단의 시설들을 현대화하기 시작하였다. 2002년부터 2005년까지 인테르나시오나우는 캄페오나투 가우슈에서 4년 연속 우승을 차지하였다. 이 후 구단은 남아메리카 최고의 대회인 코파 리베르타도레스 타이틀을 향한 여정을 시작하였다. 인테르나시오나우는 조별 예선에서 8승 6무 1패를 기록하였고, 8강에서 에콰도르의 LDU 키토를 만나 승리를 따냈다. 4강에서는 1980년에 트로피를 빼앗긴 우루과이의 클루브 나시오날를 상대하게 되었고, 승리를 따내며 결승전으로 진출하였다. 결승전에서는 같은 브라질의 축구단인 상파울루 FC와 만나게 되었다. 상파울루의 홈구장 이스타지우 두 모룸비에서 열린 결승전 1차전은 약 8만여 명의 상파울리누스가 운집하였다. 그러나 하파에우 소비스가 두 골을 기록하며, 2-1 승리를 거두며 홈 팬들을 잠재웠다. 베이라히우에서 펼쳐진 2차전에서 스트라이커 페르난당이 마침내 결승골을 터뜨리며, 구단으로 하여금 최고의 영광을 누리게 해줄 코파 리베르타도레스의 트로피를 들어올렸다.
2006년 FIFA 클럽 월드컵에 참가하게 된 인테르나시오나우는 결승전에서 유럽 챔피언 FC 바르셀로나와 맞붙게 되었고, 승리를 따내며 역사상 첫 세계 축구 선수권 대회 우승을 차지하였다. 2007년 레코파 수다메리카나 결승전에서 멕시코의 CF 파추카를 만나게 되었다. 1차전 원정에서 2-1 패배를 당했으나, 51,000명의 팬들이 모인 2차전 베이라히우에서의 홈 경기에서 4-0 승리를 거두며, 대회 역사상 최대점수차 승리를 거두었다. 당시 어린 선수였던 알레샨드리 파투가 결승골에 성공한 바 있다. 그러나 브라질 전국리그 2007 시즌에 위기를 겪으며 11위에 아슬아슬하게 안착하였다. 이후 2008년 코파 수다메리카나에 진출하였으며, 아르헨티나의 에스투디안테스 데 라플라타를 꺾고 대회 최초의 브라질 우승팀으로 기록되었다. 2008년에는 또한 전국 리그 6위를 기록하였으며, 주리그 우승, 코파 두 브라질 결승, 스루가 은행 챔피언십 우승을 차지하였다. 2009년 구단은 100주년을 맞이하여 황금색으로 빛나는 서드 유니폼을 발표하였다. 해당 시즌 구단은 전국리그 2위를 기록하며, 뛰어난 활약을 보였다.
2010년 구단은 또다시 코파 리베르타도레스 우승을 노리기 위해 준비하였다. 조별 예선에서 에콰도르의 데포르티보 키토, CS 에멜레크 그리고 우루과이의 CA 세로와 같은 조에 묶였다. 인테르나시오나우는 조별 예선 모든 홈 경기에서 3승, 모든 원정 경기에서 3무를 기록하며 다음 라운드로 진출하였다. 이후 아르헨티나의 챔피언 CA 반피엘드와 만났고, 클레베르의 귀중한 골로 다음 라운드 진출이 확정되었다. 8강에서 코파 수다메리카나에서 만난 적이 있던 아르헨티나의 에스투디안테스 데 라플라타와 다시 만났으며, 1차전 홈 경기는 인테르나시오나우의 1-0 승리로 끝이 났다. 그러나 원정 경기 에스투디안테스가 2-0으로 앞서나가고 있었는데, 88분 이후 스트라이커 지울리아누의 대활약으로 4강에 진출할 수 있었다. 4강에서는 4년 전에 만났던 상파울루 FC와 만났으며, 승리를 따내고 결승전에 진출하였다. 결승전에서는 멕시코의 CD 과달라하라를 만났으며, 1차전 2-1 승리, 2차전 3-2 승리를 거두며 두번째 코파 리베르타도레스 타이틀을 따냈다.

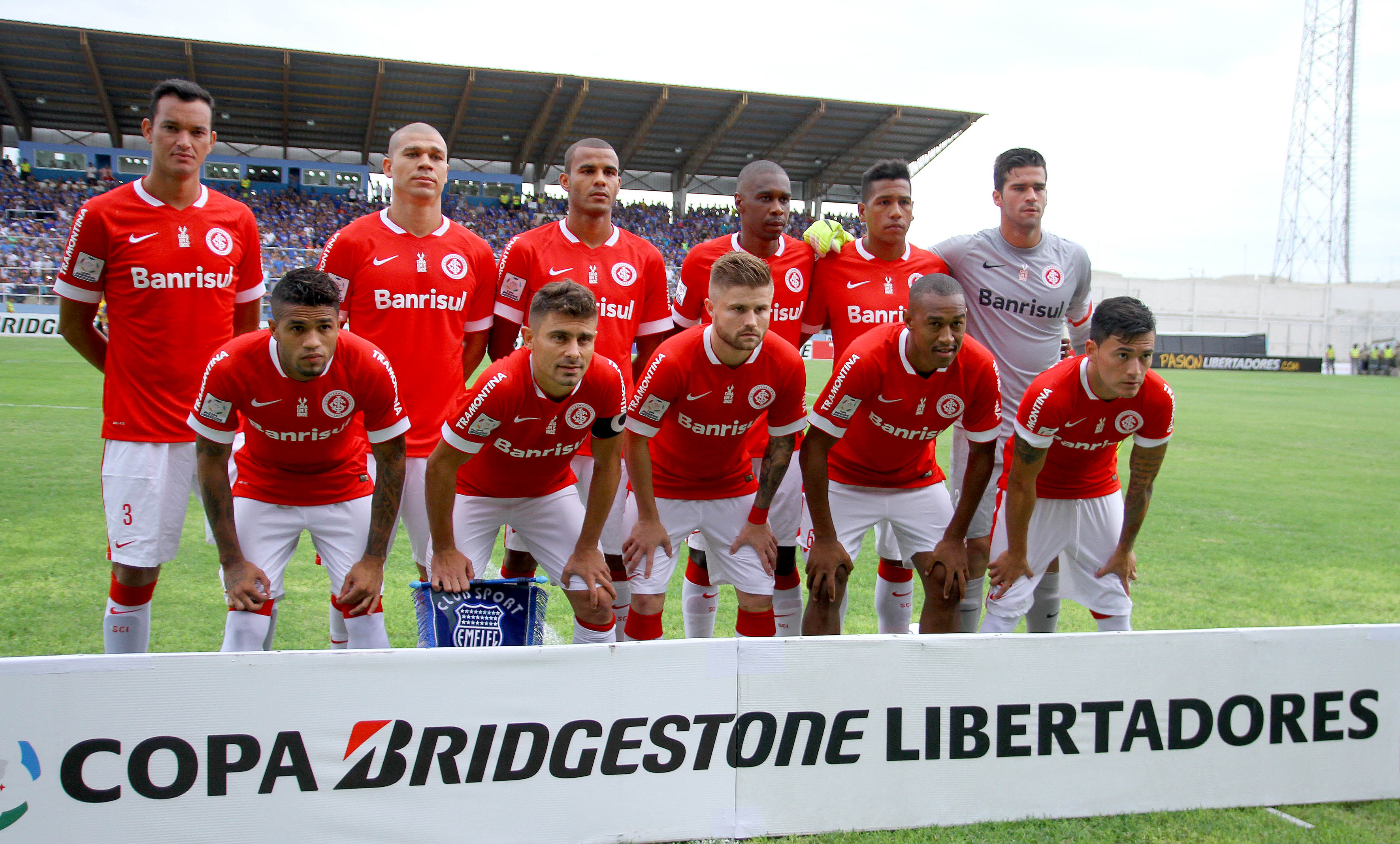
2015년 코파 리베르타도레스의 인테르나시오나우

이 후 인테르나시오나우는 2010년 FIFA 클럽 월드컵에 참가하였으나, 4강에서 콩고민주공화국의 TP 마젬베에게 0-2 충격패를 당하고 탈락하였다.

### 충격의 강등: 2010년대
인테르나시오나우는 캄페오나투 브라질레이루 세리이 A 2016 시즌에서 좋은 출발을 보였으나, 14경기 연속 무승을 기록하는 등 어려운 상황에 놓이게 되었고, 시즌 막판 결국 구단 역사상 최초로 캄페오나투 브라질레이루 세리이 B로 강등되었다. 캄페오나투 브라질레이루 세리이 B 2017에서 2위를 차지하며, 곧바로 재승격에 성공하였다.

## 앰블럼

창단 당시 앰블럼
1976년 전국 리그 두번째 우승 이후
1992년 코파 두 브라질 우승 이후
2006년 코파 리베르타도레스 우승 이후
2006년 FIFA 클럽 월드컵 우승 이후
2009년 100주년 기념 이후

구단의 앰블럼은 둥근 테두리에 붉은색과 흰색으로 이루어져 있다. 가운데 문양은 스포르트 클루브 인테르나시오나우 (Sport Club Internacional)의 각 첫 글자를 따온 SCI로 꾸며낸 문양이다. 초창기에는 흰색 바탕에 붉은색 테두리와 문양을 사용했으나, 1950년대에 색 배합이 서로 뒤바뀌었다. 1975년 전국 리그를 최초로 제패하였을 때, 앰블럼 상단에 별을 부착하였다. 이후 1976년과 1979년 우승할 때 별을 하나씩 추가하였다. 이후 네번째 별은 1992년 코파 두 브라질에서 우승한 이후 추가되었다. 2006년 코파 리베르타도레스 우승 이후, 이를 기념하기 위해 기존의 네 개의 별 위에 상대적으로 큰 별을 달아 장식하였다. 같은 해 FIFA 클럽 월드컵에서 우승하면서, 기존에 있던 다섯 개의 별을 같은 선상에 놓으며 내려보내고, 클럽 월드컵 우승을 기념하는 은색 별을 그 위에 올려놓았다. 2009년 구단 100주년을 기념하면서 앰블럼 테두리에 세부 꾸밈이 변경되었고, 현재까지 이르고 있다.

## 선수단

### 1군 선수단
2025년 3월 21일 기준

참고: FIFA 자격 규정에 따라 소속된 국가대표팀 국기를 표시합니다. 선수는 복수의 FIFA 비회원국 국적을 가지고 있을 수 있습니다.
| 번호 | 포지션 | 국적     | 이름              |
| ---- | ------ | -------- | ----------------- |
| 2    | DF     |          | 하몬              |
| 7    | FW     | 콜롬비아 | 요한 카르보네로   |
| 8    | MF     |          | 브루노 헨리크     |
| 12   | GK     |          | 이방              |
| 17   | MF     |          | 브루노 타바타     |
| 21   | FW     |          | 웨즐레이          |
| 25   | DF     |          | 가브리엘 메르카도 |

| 번호 | 포지션 | 국적 | 이름            |
| ---- | ------ | ---- | --------------- |
| 28   | FW     |      | 비치뉴          |
| 29   | MF     |      | 티아고 마이아   |
| 47   | MF     |      | 구스타부 프라도 |

### 임대 선수 명단
참고: FIFA 자격 규정에 따라 소속된 국가대표팀 국기를 표시합니다. 선수는 복수의 FIFA 비회원국 국적을 가지고 있을 수 있습니다.
| 번호 | 포지션 | 국적 | 이름                                   |
| ---- | ------ | ---- | -------------------------------------- |
| ㅡ   | GK     |      | 자크송 (CRB로 임대)                    |
| ㅡ   | DF     |      | 알랑 후셰우 (샤페코엔시로 임대)        |
| ㅡ   | DF     |      | 아르투르 (GE 브라지우로 임대)          |
| ㅡ   | DF     |      | 주니우 (삼파이우 코헤아로 임대)        |
| ㅡ   | DF     |      | 카이키 (삼파이우 코헤아로 임대)        |
| ㅡ   | DF     |      | 레오 오르치즈 (스포르트 헤시피로 임대) |
| ㅡ   | MF     |      | 안세우무 (스포르트 헤시피로 임대)      |

| 번호 | 포지션 | 국적 | 이름                                   |
| ---- | ------ | ---- | -------------------------------------- |
| ㅡ   | MF     |      | 알리송 파리아스 (GE 브라지우로 임대)   |
| ㅡ   | MF     |      | 카를로스 루케 (산마르틴 산후안로 임대) |
| ㅡ   | MF     |      | 모소로 (GE 브라지우로 임대)            |
| ㅡ   | FW     |      | 알레스 산타나 (파라나로 임대)          |
| ㅡ   | FW     |      | 아일롱 (아메리카 미네이루로 임대)      |
| ㅡ   | FW     |      | 호베르송 (제주 유나이티드로 임대)      |

## 역대 감독
| 감독                   | 임기        |
| ---------------------- | ----------- |
| 파울루 호베르투 파우캉 | 1993        |
| 네우시뉴 바프치스타    | 1996        |
| 파울루 호베르투 파우캉 | 2011        |
| 도리바우 주니오르      | 2011 ~ 2012 |
| 둥가                   | 2013        |
| 파울루 호베르투 파우캉 | 2016        |
| 마누 메네지스          | 2022 ~ 2023 |
| 호제르 마샤두 마르케스 | 2024 ~      |

## 수상

### 국제 대회

#### 세계
- FIFA 클럽 월드컵 (1) : 2006

#### 대륙
- 코파 리베르타도레스 (2) : 2006, 2010
- 레코파 수다메리카나 (2) : 2007, 2011
- 코파 수다메리카나 (1) : 2008
- J리그컵 / 코파 수다메리카나 챔피언십 (1) : 2009

### 국내 대회

#### 전국
- 캄페오나투 브라질레이루 세리이 A (3) : 1975, 1976, 1979
- 코파 두 브라질 (1) : 1992

#### 주 (州)
- 캄페오나투 가우슈 (45) : 1927, 1934, 1940, 1941, 1942, 1943, 1944, 1945, 1947, 1948, 1950, 1951, 1952, 1953, 1955, 1961, 1969, 1970, 1971, 1972, 1973, 1974, 1975, 1976, 1978, 1981, 1982, 1983, 1984, 1991, 1992, 1994, 1997, 2002, 2003, 2004, 2005, 2008, 2009, 2011, 2012, 2013, 2014, 2015, 2016

틀:SC 인테르나시오나우 선수 명단